# Stefan Luft
Stefan Luft (* 1961 in Hannover) ist ein deutscher Politikwissenschaftler und arbeitet als Privatdozent an der Universität Bremen.

## Leben und Wirken
Luft wurde in Hannover geboren und wuchs in Coburg in Oberfranken auf. Er erhielt 1980 das Abitur am Gymnasium Ernestinum in Coburg und studierte Geschichte und Politikwissenschaft an der Ludwig-Maximilians-Universität München, wo er 1992 auch promoviert wurde. Im Anschluss war er für die Konrad-Adenauer-Stiftung tätig sowie von 1995 bis 2004 als Sprecher für den Senat der Freien Hansestadt Bremen. 2004 wechselte er als wissenschaftlicher Mitarbeiter an die Universität Bremen und habilitierte sich dort 2008.
Er ist Vertrauensdozent für das Cusanuswerk, verheiratet und hat vier Töchter.

## Forschungsschwerpunkt
Zu seinen Schwerpunkten in Forschung und Lehre zählt laut eigener Angabe auf seiner Institutswebseite die Regierungslehre und die Politikfeldanalyse. Er arbeitet zu den Themen Migration und Integration sowie Föderalismus, Kommunalpolitik, Lobbypolitik und Medienpolitik.

## Veröffentlichungen (Auswahl)
- Leben und Schreiben für den Pietismus. Der Kampf des pietistischen Ehepaares Johanna Eleonora und Johann Wilhelm Petersen gegen die lutherische Orthodoxie. Nordhausen: Traugott Bautz 1994.
- Die Dynamik der Desintegration. Zum Stand der Ausländerintegration in deutschen Großstädten. München: Akad. für Politik und Zeitgeschehen 2002, .
- Mechanismen, Manipulation, Mißbrauch. Ausländerpolitik und Ausländerintegration in Deutschland. Köln 2002.[3]
- Ausländerpolitik in Deutschland. Mechanismen, Manipulation, Missbrauch. Gräfelfing: Resch ²2003.[4]
- Abschied von Multikulti. Wege aus der Integrationskrise. Gräfelfing: Resch 2006, 2. Aufl. 2007[5].
- Internationale Migration. Zwischen „braindrain“, Entwicklungshilfe und Steuerungsversuchen. Hrsg. von der Hanns-Seidel-Stiftung und dem Institut für Internationale Begegnung und Zusammenarbeit. München 2008 (Argumente und Materialien der Entwicklungszusammenarbeit 3).

- Staat und Migration. Zur Steuerbarkeit von Zuwanderung und Integration. Frankfurt und New York: Campus 2009.[6]
- Wie funktioniert Integration? Mechanismen und Prozesse. München: Akad. für Politik und Zeitgeschehen 2009.[7]
- Die Flüchtlingskrise: Ursachen, Konflikte, Folgen. München: C.H. Beck 2016 (C.H. Beck Wissen 2857). ISBN 978-3-406-69072-3[8]
- Flucht nach Europa. Ursachen, Konflikte, Folgen. Bonn : Bundeszentrale für Politische Bildung 2016 (Bundeszentrale für Politische Bildung: Schriftenreihe Band 1721).[9]
- Ukrainekrieg. Warum Europa eine neue Entspannungspolitik braucht (Hrsg. zus. mit Sandra Kostner). Westend Verlag, Frankfurt am Main 2023. ISBN  978-3-949925115
- Mit Russland. Für einen Politikwechsel (Hrsg. zus. mit Jan Opielka und Jürgen Wendler). Westend Verlag, Neu-Isenburg 2025. ISBN 978-3-98791-125-5

## Kritik
In der Phoenix Runde „Zwischen Rüstung und Diplomatie - Wie kann die NATO den Frieden sichern?“ am 10. Juli 2024 mit Anke Plättner war Stefan Luft neben Cathryn Clüver Ashbrook, dem Militärökonomen der ETH Zürich, Marcus Keupp und dem polnischen Journalisten Jan Opielka geladen. Anke Plättner musste hierbei Stefan Luft zur Ordnung rufen („Ich glaube wir können ja einfach ganz vernünftig miteinander sprechen“). Die Zerstörung der größten ukrainischen Kinderklinik durch einen russischen Marschflugkörper CH-101 bezeichnete er als „Kollateralschaden, wie er in Kriegen nun mal passiert", die Perspektive einer NATO-Mitgliedschaft sei demgegenüber eine „Katastrophe“; Gegenargumente bezeichnet er mehrfach als „Obermeisterdiskussion“, die Schaffung von „Einflußsphären“ mit ihrer Autonomie beraubten Nachbarstaaten im Umkreis von China und Rußland ordnet Luft ein als „Demokratisierung der globalen Ordnung“; all das wirft zunehmend Fragen auf über die Möglichkeit wissenschaftlicher Ausseinandersetzungen mit Stefan Luft.